# Harma (Saudi-Arabien)
Harma (arabisch حرمة, DMG Ḥarma) ist eine Stadt in der saudi-arabischen Provinz Riad. Sie wird als historisch wichtigste Stadt im Nadschd angesehen. 211 km liegt sie im Nordwesten von Riad entfernt und hat als nächsten Nachbar die Stadt al-Madschmaʿa. Beim Zensus von 2010 hatte sie 8.701 Einwohner.

## Distrikte der Stadt
- al-Shamaly (arabisch الحي الشمالي)  oder auch al-Madhi (arabisch حي الماضي)
- al-Rawdah (arabisch الروضة)
- al-Busairah (arabisch البصيرة)

## Klima
Inmitten der arabischen Wüste gelegen, erfährt die Stadt extrem heiße Sommer und relativ kühle Winter. Es herrscht das ganze Jahr über eine niedrige Luftfeuchtigkeit. Die Minimaltemperaturen im Sommer liegen bei 35 und 42 °C.